# 21 novembre en sport
21 octobre 21 décembre
Chronologies thématiques
- Croisades
- Ferroviaires
- Disney

Le 21 novembre (325e jour de l'année ou 326e en cas d'année bissextile) en sport.

## Événements

### XIXesiècle
- 1870 :
  - (Baseball) : environ 2000 clubs de baseball en activité aux États-Unis. Cincinnati Red Stockings, le premier club professionnel cesse toutefois ses activités[1]. après deux saisons triomphales, même si le titre 1870 lui échappe. Le joueur vedette Harry Wright, un anglais ex-pro de cricket, fonde alors un club à Boston qu’il baptise Boston Red Stockings (aujourd’hui Atlanta Braves). Les Cincinnati Reds revendiquent également un lien (géographique) avec ces pionniers du baseball pro.
- 1885 :
  - (Athlétisme) : le Racing Club, club français d’athlétisme fondé en 1880, change de nom pour adopter celui de Racing club de France.

### XXesièclede 1951 à 2000
- 1973 :
  - (Rallye automobile) : arrivée du Rallye de Grande-Bretagne.

### XXIesiècle
- 2006 :
  - (Football) : Eggert Magnússon (homme d’affaires islandais) devient propriétaire du club londonien de West Ham (Premier League).
- 2010 :
  - (Football canadien) : les Alouettes de Montréal gagnent 48-17 contre les Argonauts de Toronto. Cette victoire leur donne accès a la coupe Grey 2010.
- 2021 :
  - (Compétition automobile) 
    - (Formule1) : sur le Grand Prix automobile du Qatar disputé sur le Circuit international de Losail, victoire du Britannique Lewis Hamilton qui devance le Néerlandais Max Verstappen et l'Espagnol Fernando Alonso[2].
    - (Rallye /Championnat du monde) : les Français Sébastien Ogier et son copilote Julien Ingrassia remportent le championnat du monde des rallyes, et Toyota remporte le titre constructeurs.

  - (Pétanque /Mondiaux) : les Français Dylan Rocher, Henri Lacroix, Philippe Suchaud et Philippe Quintais deviennent champion du monde de triplette et Dylan Rocher ajoute celui de tir de précision.
  - (Tennis /Masters masculin) : en finale de l'ATP Finals, l'Allemand Alexander Zverev domine le Russe Daniil Medvedev et remporte son deuxième Masters. En double, c'est la paire française Pierre-Hugues Herbert et Nicolas Mahut qui s'impose en finale (6-4, 7-6) face à l'Américain Rajeev Ram associé au Britannique Joe Salisbury et qui remporte leur second Masters de double.

## Naissances

### XIXesiècle
- 1868 :

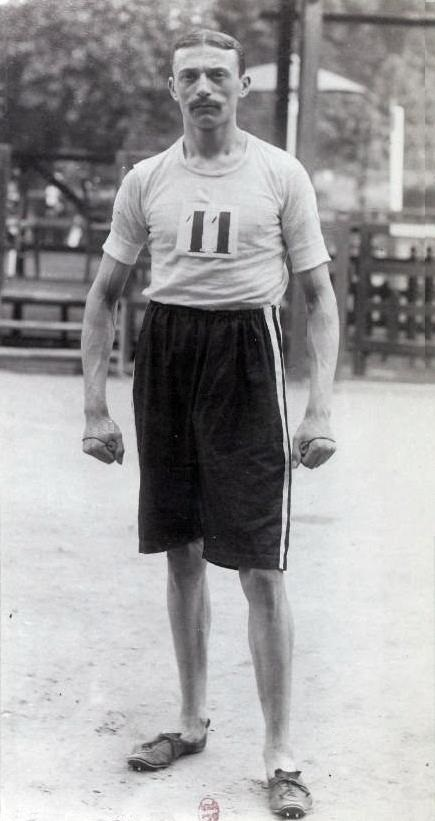
Henri Deloge.

  - Frank Mobley, footballeur anglais. († 9 février 1956).
- 1870 :
  - Sigfrid Edström, athlète de sprint puis dirigeant sportif suédois. Fondateur de la FIA puis président du CIO de 1946 à 1952. († 18 mars 1964).
  - Stanley Jackson, joueur de cricket puis homme politique anglais. (20 sélections en Test cricket). († 9 mars 1947).
- 1874 : 
  - Henri Deloge, athlète de fond et de demi-fond français. Médaillé d'argent du 1 500 m et du 5 000 m par équipe aux Jeux de Paris 1900. († 27 décembre 1961).
- 1881 :
  - Percy LeSueur, hockeyeur sur glace canadien. († 27 janvier 1962).

### XXesièclede 1901 à 1950
- 1907 : 
  - Ernesto Mascheroni, footballeur uruguayen puis italien. Champion du monde de football 1930. (12 sélections avec l'équipe d'Uruguay et 2 avec l'équipe d'Italie). († 3 juillet 1984).
- 1916 :
  - Sid Luckman, joueur de foot U.S. américain. († 5 juillet 1998).
- 1919 : 
  - Gert Fredriksson, kayakiste suédois. Champion olympique du 1 000 m et 10 000 m monoplace aux Jeux de Londres 1948 et aux Jeux de Melbourne 1956, champion olympique du 1 000 m et médaillé d'argent du 10 000 m monoplace aux Jeux d'Helsinki 1952 puis champion olympique du 1 000 m biplace et médaillé de bronze du 1 000 m monoplace aux Jeux de Rome 1960. Champion du monde de course en ligne de canoë-kayak du 500 m et du 4 × 500 m 1948, champion du monde de course en ligne de canoë-kayak du 1 000 m et du 4 × 500 m 1950 puis champion du monde de course en ligne de canoë-kayak du 500 m, du 1 000 m et du 4 × 500 m 1954. († 5 juillet 2006).
- 1920 : 
  - Stan Musial, joueur de baseball américain. († 19 janvier 2013).
- 1921 : 
  - Betty Wilson, joueur de cricket australienne. (11 sélections en test cricket). († 22 janvier 2010).
- 1925 : 
  - José Carlos Bauer, footballeur puis entraîneur brésilien. Vainqueur de la Copa América 1949. (26 sélections en équipe nationale). († 4 février 2007).
- 1943 : 
  - Jacques Laffite, pilote de F1 puis consultant TV français. (6 victoires en Grand Prix).
- 1944 : 
  - Earl Monroe, basketteur américain.
- 1947 : 
  - Ronald Taylor, basketteur puis acteur de cinéma américain.
- 1948 :
  - Werner Lorant, footballeur puis entraîneur allemand. Vainqueur de la Coupe UEFA 1980. († 20 avril 2025).

### XXesièclede 1951 à 2000
- 1952 :
  - Eamonn Coghlan, athlète de fond et de demi-fond puis homme politique irlandais. Champion du monde d'athlétisme du 5 000m 1983. Sénateur d'Irlande de 2011 à 2016.
- 1953 :
  - Daniel Sanchez, footballeur puis entraîneur français.
- 1955 :
  - Cedric Maxwell, basketteur américain.
- 1961 :
  - João Domingos Silva Pinto, footballeur puis entraîneur portugais. Vainqueur de la Coupe des clubs champions 1987. (70 sélections en équipe nationale).
- 1962 :
  - Cathy Muller, pilote de courses automobile française.
  - Alan Smith, footballeur anglais. Vainqueur de la Coupe d'Europe des vainqueurs de coupe de football 1994. (13 sélections en équipe nationale).
- 1963 :
  - Amir Ghalenoei, footballeur puis entraîneur iranien. Vainqueur de la Coupe d'Asie des clubs champions 1991. Sélectionneur de l'équipe d'Iran de 2006 à 2007.
- 1964 :
  - Olden Polynice, basketteur américain.
- 1965 :
  - Reggie Lewis, basketteur américain. († 27 juillet 1993).
- 1966 :
  - Troy Aikman, joueur de foot U.S. puis consultant TV américain.
  - Thanásis Kolitsidákis, footballeur grec. (13 sélections en équipe nationale).
- 1967 :
  - Ken Block, pilote de courses automobile et homme d'affaires américain.
- 1969 :
  - Pierre Bourquenoud, cycliste sur route suisse.
  - Ken Griffey Jr., joueur de baseball américain.
- 1970 :
  - Justin Langer, joueur de cricket australien. (105 sélections en Test cricket).
- 1971 :
  - Michael Strahan, joueur de foot U.S. américain.
- 1972 :
  - Unai Etxebarria, cycliste sur route vénézuélien.
- 1975 :
  - Pablo Copetti, pilote de rallye-raid de quad argentin.
  - Miles Simon, basketteur américain.
- 1977 :
  - Michael Batiste, joueur et entraîneur américain de basket-ball.
- 1979 :
  - Stromile Swift, basketteur américain.
  - Alex Tanguay, hockeyeur sur glace canadien.
- 1982 :
  - Christelle Le Duff, joueuse de rugby à XV et de rugby à sept français. Vainqueur des Grand Chelem 2002, 2004, 2005 et 2014, du trophée européen 2004, et de la Coupe d'Europe de rugby à XV 2009. (70 sélections en équipe de France à XV et 38 avec celle de rugby à sept).
  - John Lucas III, basketteur américain.
- 1983 :
  - Sandra Gomis, athlète de haies française.
  - Serge Pauwels, cycliste sur route belge.
- 1984 :
  - Álvaro Bautista, pilote de moto espagnol. Champion du monde de vitesse moto 125 cm3 2006. (16 victoires en Grand Prix).
  - Andrej Hočevar, hockeyeur sur glace slovène. (56 sélections en équipe nationale).
  - Florian Merrien, pongiste handisport français. Champion paralympique par équipes classe 3 aux Jeux de Pékin 2008, médaillé de bronze par équipes aux Jeux de Londres 2012 puis en individuel aux Jeux de Rio 2016.
- 1985 :
  - Jesús Navas, footballeur espagnol évoluant au poste d'ailier droit et latéral droit. Vainqueur de la Coupe du monde de football 2010, du Championnat d'Europe de football 2012 et de la Ligue des nations de l'UEFA 2022-2023. (54 sélections en équipe nationale). Il a joué en club au Séville FC (2003-2013 ; 2017-2024), et au Manchester City FC (2013-2017).
- 1986 :
  - Benjamin Bishop, joueur de hockey sur glace américain. (7 sélections en équipe nationale).
  - Kseniya Kovalenko, volleyeuse azerbaïdjanaise. (91 sélections en équipe nationale).
  - Kornél Nagy, handballeur hongrois. (131 sélections en équipe nationale).
- 1987 :
  - Andrew Wheating, athlète de demi-fond américain.
- 1988 :
  - Eric Frenzel, skieur de combiné nordique allemand. Médaillé de bronze par équipes aux Jeux de Vancouver 2010, champion olympique du petit tremplin et médaillé d'argent par équipes aux Jeux de Sotchi 2014, champion olympique du tremplin normal et par équipes puis médaillé de bronze du grand tremplin aux Jeux Pyeongchang 2018. Champion du monde de combiné nordique du petit tremplin individuel 2011, du grand tremplin individuel 2013, du petit tremplin par équipe 2015, par équipes du petit tremplin et du grand tremplin 2017, du grand tremplin en individuel et par équipes 2019.
  - Pieter Serry, cycliste sur route belge.
- 1989 :
  - Ali Al-Bulaihi, footballeur saoudien. (4 sélections en équipe nationale).
  - Raphaël Corre, volleyeur français. (33 sélections en équipe de France).
  - Jimmy Hayes, hockeyeur sur glace américain († 23 août 2021).
  - Elise Ringen, biathlète norvégienne.
  - Antoine Roussel, hockeyeur sur glace franco-canadien. (79 sélections avec l'équipe de France).
- 1990 :
  - Jamil Wilson, basketteur américain.
- 1994 :
  - Andreas Johnsson, hockeyeur sur glace suédois.
  - Saúl Ñíguez, footballeur espagnol. (19 sélections en équipe nationale).
- 1995 :
  - Chris Chiozza, basketteur américain.
  - Dora Grozer, volleyeuse allemande. (36 sélections en équipe nationale).
- 1996 :
  - Angélina Turmel, basketteuse française.
- 1998 :
  - Esraa Ahmed, haltérophile égyptienne. Championne d'Afrique d'haltérophilie à l'arraché et au total 2019.
  - Hanna Boubezari, footballeuse suédo-algérienne. (1 sélection avec l'équipe d'Algérie).
- 1999 :
  - Paul Boudehent, joueur de rugby à XV français.

### XXIesiècle
- 2002 :
  - Gaoussou Diarra, footballeur malien

## Décès

### XXesièclede 1901 à 1950
- 1904 : 
  - Jimmy Michael, 27 ans, cycliste sur piste britannique. Champion du monde de cyclisme sur piste du demi-fond 1895. (° 18 août 1877).
- 1945 :
  - Jimmy Quinn, 67 ans, footballeur écossais. (11 sélections en équipe nationale). (° 8 juillet 1878).

### XXesièclede 1951 à 2000
- 1953 : 
  - Felice Bonetto, 50 ans, pilote de F1 italien. (° 9 juin 1903).
  - Jean Dubly, 76 ans, footballeur français. (1 sélection en équipe de France). (° 9 août 1886).
- 1958 : 
  - Mel Ott, 49 ans, joueur de baseball américain. (° 2 mars 1909).
- 1959 : 
  - Max Baer, 50 ans, boxeur américain. Champion du monde poids lourds de boxe de 1934 à 1935. (° 11 février 1909).
- 1970 : 
  - Édouard Lalonde, 83 ans, hockeyeur sur glace canadien. (° 31 octobre 1887).
- 1988 : 
  - Carl Hubbell, 85 ans, joueur de baseball américain. (° 22 juin 1903).

### XXIesiècle
- 2002 : 
  - Harry Watson, 79 ans, hockeyeur sur glace puis entraîneur canadien. (° 6 mai 1923).
- 2004 : 
  - Senén Mesa, 77 ans, cycliste sur route espagnol. (° 11 décembre 1926).
- 2007 : 
  - Tom Johnson, 79 ans, hockeyeur sur glace canadien. (° 18 février 1928).
- 2011 : 
  - Greg Halman, 24 ans, joueur de baseball néerlandais. (° 26 août 1987).
  - Hal Patterson, 79 ans, canadien et joueur de football canadien. (° 4 octobre 1932).
- 2012 : 
  - Wang Houjun, 69 ans, footballeur puis entraîneur chinois. (° 16 septembre 1943).
- 2013 :
  - Maurice Vachon, 84 ans, lutteur canadien. (° 1er septembre 1929).